# Jascha Heifetz
Jascha Heifetz (rusky Иосиф Рувимович Хейфец) 2. února 1901 Vilnius – 10. prosince 1987 Los Angeles) byl americký houslista rusko-židovského původu.

## Život
Narodil se v židovské rodině v litevském městě Vilně, tehdy součásti Ruského impéria. Existují rozpory ohledně data jeho narození, někteří autoři ho určili do roku 1899 nebo 1900. Je to způsobeno tím, že jeho matka ho chtěla udělat o dva roky mladším, aby byl považován za hudební zázrak.
V dětství hrál na čtvrťových houslích, které mu daroval otec Ruv'n Heifetz, který byl učitelem hry na housle a koncertním mistrem divadelního orchestru. Jeho prvním učitelem byl otec, později byl žákem Ilji Malkina a ve věku sedmi let veřejně debutoval ve městě tehdy zvaném Kovno (dnešní Kaunas). Zahrál Mendelssohnův koncert e-mol. Následně ve svých devíti letech začal studovat na petrohradské konzervatoři ve třídě Leopolda Auera. Už o tři roky později byl oslavován jako geniální dítě s nesmírným hudebním talentem.
V dalších letech koncertoval v Německu, Rakousku-Uhersku a Skandinávii. V roce 1914 vystupoval s Berlínskou filharmonií pod vedením Arthura Nikische. Po vypuknutí bolševické revoluce v Rusku emigrovala celá jeho rodina navzdory obtížím do Ameriky. Tam už jako šestnáctiletý houslista debutoval v Carnegie Hall 27. října 1917. Vyvolal senzaci a následujícího dne se stal americkým houslovým idolem. Během prvního roku svého pobytu v USA absolvoval asi třicet vystoupení v New Yorku.
V roce 1925 získal americké státní občanství a přestěhoval se do pohodlného domu v Beverly Hills v Kalifornii, kde žil až do své smrti.
Během svého života se proslavil zejména dokonalým technickým stylem hry. Dokonce byl jistého času obviňován z přímo mechanické, strohé hry, což se odráželo v jeho vážném chování.

### Diskografie
Své první nahrávky Heifetz pořídil ještě v Rusku během let 1910–1911 jako student u Auera. O existenci těchto nahrávek se téměř nevědělo, ale po jeho smrti byly některé znovu vydány. Krátce po jeho debutu v Carnegie Hall, udělal první nahrávky pro Victor Talking Machine Company a po celý zbytek své kariéry zůstal u této společnosti (respektive u jejího následovníka RCA Victor).
Když dosáhl věku šedesáti let, po půlstoletí intenzivního koncertování, začal kvůli zranění ruky postupně méně a méně vystupovat. Svůj poslední veřejný recitál odehrál v roce 1972. Zbytek života se věnoval pedagogické činnosti.
Jeho diskografie obsahuje přes osmdesát alb. Nahrával až do svých sedmdesáti let. Složil dokonce popovou píseň pod pseudonymem Jim Hoyle s názvem „When You Make Love To Me (Don't Make Believe)“, kterou nazpívala Margaret Whiting.
Bylo mu uděleno mnoho vyznamenání, získal několik cen Grammy, mezi nejvýznamnější patří například americká Cena za celoživotní dílo (Lifetime Achievement Award), udělená in memoriam v roce 1989.